# Бабице (Люблинское воеводство)
Бабице (пол. Babice) — деревня в Билгорайском повете Люблинского воеводства Польши. Входит в состав гмины Обша. По данным переписи 2011 года, в деревне проживало 954 человека.

## География
Деревня расположена на юго-востоке Польши, в пределах Тарногрудского плато, к югу от реки Танев, на расстоянии приблизительно 26 километров к юго-востоку от города Билгорай, административного центра повета. Абсолютная высота — 205 метров над уровнем моря. Через населённый пункт проходит региональная автодорога 849.

## История
Основана в XVI веке. Согласно «Военно-статистическому обозрению Российской Империи», в 1847 году в селе Бабице проживало 1404 человека. В административном отношении входило в состав Замостского уезда Люблинской губернии Царства Польского. Согласно переписи 1921 года имелось 111 домов и проживало 830 человек. В национальном составе преобладали украинцы (585 человек).
В период с 1975 по 1998 годы входила в состав Замойского воеводства.

## Население
Демографическая структура по состоянию на 31 марта 2011 года:
|         | Всего | До трудоспособного возраста | Трудоспособного возраста | Старше трудоспособного возраста |
| ------- | ----- | --------------------------- | ------------------------ | ------------------------------- |
| Мужчины | 467   | 103                         | 320                      | 44                              |
| Женщины | 487   | 104                         | 285                      | 98                              |
| Всего   | 954   | 207                         | 605                      | 142                             |

## Достопримечательности
- Костёл (до 1947 года — православный храм) св. Андрея Боболи, 80-е годы XIX века